# Ecliptopera benigna
Ecliptopera benigna är en fjärilsart som beskrevs av Louis Beethoven Prout 1914. Ecliptopera benigna ingår i släktet Ecliptopera och familjen mätare. Inga underarter finns listade i Catalogue of Life.